# Melanconis desmazieri
Melanconis desmazieri är en svampart som beskrevs av Petr. 1938. Melanconis desmazieri ingår i släktet Melanconis och familjen Melanconidaceae.   Inga underarter finns listade i Catalogue of Life.